# Apáczai Nevelési és Általános Művelődési Központ
Az Apáczai Nevelési és Általános Művelődési Központ (rövidítve: ANK vagy Nevkó) Pécs egyik közművelődési intézménye. A baranyai megyeszékhely 1972-1979 között épült legnépesebb városrészében, Megyeren működő kulturális komplexum minden korosztály részére kínál kulturális és szabadidős programokat, tevékenységeket, de működését tekintve kiemelten gyermek- és ifjúsági centrum. Pécs legnagyobb kulturális színtere (3772 m²), mely öntevékeny, köz- és közösségi feladatot ellátó civil szervezetek, közösségek befogadó színhelye és közkedvelt szolgáltató központ.
Az intézményben több mint 500 fő dolgozik.
Az ANK belső udvara az Agora, amelyet 2010-ben felújítottak.

## Története
Egy 1978-as ambiciózus állami döntést követően, egy összetett, sokrétű pedagógiai és művelődési szolgáltató rendszer első intézményeként, 1979. szeptember 1-jén nyitotta meg kapuit az 1. Számú Általános Iskola, amelyhez két éven belül a többi egység is hozzákapcsolódott. A gimnázium és a művészeti iskola 1986-ban indult. 1992-ben adták át a korai fejlesztő és integrációs központot, majd 1999–2000-ben további városi pedagógiai szakszolgálatok is az ANK művelődési központban kaptak helyet.
Az 1980-as és 90-es években sikeresen tesztelt Szilágyi János pedagógiai programnak köszönhetően (óvodaiskola, kéttannyelvű középiskola, közművelődési műhelyrendszer, iskolai mentálhigiénés szolgálat, évfolyam – testületi rendszer, családgondozói rendszer, humánszolgáltató fakultáció, a művészeti nevelés) a nevelési központ nem csupán egymás mellé épített intézmények halmaza, hanem szervesen összetartozó és együttműködő központ.

## Jellemzés
Az alábbiakban található a központhoz tartozó részek listája
- két általános iskola (ANK 1. és ANK 2.) és középiskola (Pécsi Apáczai Csere János Általános Iskola, Gimnázium, Kollégium, Alapfokú Művészeti Iskola)
- uszoda: 25x11 m-es feszített víztükörrel
- 44x24 méteres sportcsarnok (három részre osztható)
  - konditerem
  - 20x12 m-es, 80%-ban tatamival borított tornaterem
- öt udvari pálya
- 220 m-es, négysávos salakos futópálya
- könyvtár (70952 kötetes felnőtt és gyermekkönyvtári állomány, 4014 hangzó dokumentum, 44 elektronikus dokumentum, 121 féle időszaki kiadvány, 8 számítógép. internet
- Művelődési ház
  - színház, mozi és konferencia terem (400 fő)
  - két balett-terem
  - kerámiaműhely
  - aula
  - ifjúsági információs pont
  - nyilvános informatikai bázis
  - Tetthely végpont, kiállítóterek
- közösségi ház
- kollégium (312 fő befogadására alkalmas, vendégszobával együtt nyáron és a szünetekben szállodaként működik)
- pedagógiai szakszolgálat
- gyógytestnevelés tornaterme
  - Ayres terápiás szoba
  - fejlesztő eszközök
  - konduktív terem
  - egyéni foglalkoztatók
  - vizuális fejlesztőszoba

## Tevékenység
Igyekeznek a lakótelepen élőknek tradíciókat teremteni, hogy életük részévé váljanak. Évről évre pályázatok útján, kölcsönös együttműködések keretében, támogatók segítségével tartják fent rendezvényeiket, fejlesztik környezetüket. Tagja a Kulturális Központok Országos Szövetségének, a Gyermek- és Ifjúsági Házak Szövetségének, valamint a Magyar Népművelők Egyesülete Baranya Megyei Szervezetének.

## Érdekességek
A pécsi eredetű 30Y együttes Pécsi tánctanár című 2006-os slágere a Nevkó tánctanfolyamainak egyik (egyes források szerint fiktív) hajdani tanáráról szól.